# George Wright (beisebolista)
George Wright (28 de janeiro de 1847 – 21 de agosto de 1937) foi um dos pioneiros no beisebol. Jogou como shortstop pelos  Cincinnati Red Stockings originais, a primeira equipe profissional. Em 1868, Wright venceu o prêmio Clipper Medal por ser o melhor shortstop no beisebol. Wright foi eleito para o Baseball Hall of Fame em 1937.
Foi um dos cino a jogar regularmente tanto pelo Cincinnati como pelo Boston Red Stockings, este último vencendo seis campeonatos durante seus oito campeonatos até 1878. Em 22 de abril de 1876, se tornou o primeiro rebatedor na história da National League e foi eliminado pelo shortstop. Seu irmão mais velho Harry Wright treinou o Red Stockings e fez de George seu braço direito; os irmãos estão agora no Hall of Fame. George ajudou a definir a posição de shortstop e trabalho de equipe em campo, mas seu principal trabalho como desenvolvedor do esporte veio após sua aposentadoria do beisebol. Após chegar em Boston ele entrou no negócio de materiais esportivos, sob o nome de Wright & Ditson's. Lá continuou na indústria, assistindo o desenvolvimento do golfe, tênis e hóquei.
Nascido em Yonkers, Nova Iorque, doze anos mais jovem que Harry, George Wright como jogador de críquete auxiliando seu pai (Samuel Wright) assim como Harry tinha feito. Antes do nascimento de George, o clube de Samuel Wright, St George's Cricket Club se mudou de Manhattan,  para depois do Rio Hudson no Elysian Fields, Hoboken, New Jersey, onde muitas equipes de Nova Iorque e Nova Jérsei jogavam nos anos 1850. Os garotos aprenderam beisebol também, mas George cresceu com o "jogo nacional"; Harry já tinha 22 anos quando as equipes de beisebol promoveram um encontro pela primeira vez e trinta quando a guerra acabou.
Wright era o pai dos famoso jogadores de tênis Beals Wright, campeão americano e medalhista de ouro olímpico e Irving Wright, campeão americano de duplas.